# Sajószentiván
Sajószentiván (románul Sântioana, németül Johannesdorf, az erdélyi szász nyelven Gehones) település Romániában, Beszterce-Naszód megyében.

## Fekvése
Besztercétől 26 km-re délre, Berlád és Nagysajó közt fekvő település. Berláddal össze van épülve.

## Története
1332-ben de Sancto Johanno néven említik először. A középkorban lakói erdélyi szászok voltak.
A falu lakossága a reformáció idején felvette a lutheránus vallást. 1602-ben Giorgio Basta katonái elpusztították, ezt követően a faluba román jobbágyokat telepítettek. A néhány megmaradt szász lakos fokozatosan elvándorolt, főként Szászbudakra. Az utolsó lutheránus pap 1646-ban halt meg, utána a lutheránus egyházközség hívek hiányában megszűnt.
A trianoni békeszerződésig Beszterce-Naszód vármegye Besenyői járásához tartozott.

## Lakossága
1910-ben 560 lakosa volt, ebből 501 román, 36 cigány és 23 magyar nemzetiségűnek vallotta magát.
2002-ben 541 lakosából 528 román és 13 cigány volt.